# Софроній Грибовський
Софроній Грибовський (*бл. 1760, Лубни — †17 травня 1814, Москва) — український церковний діяч, архімандрит. Голова православної духовної місії в Китаї. Вихованець Києво-Могилянської академії.

## Біографія
Освіту здобув у Києво-Могилянській академії.
В 1782 р. він переїхав до Москви, певний час студіював медицину, проте з невідомих причин відмовився від бажання стати лікарем. Софроній прибув до Путивля й прийняв чернечий постриг у Різдвобогородицькій Молчанській Софронієвій пустині біля Путивля (Курська єпархія).
1787–1790 слухав богослов'я у Московській слов'яно-греко-латинській академії, а з 1790 — навчав у Московському університетіті студентів православному закону і проповідував Слово Боже.
1792 висвячений в архімандрити і призначений місіонером у Китай, звідки повернувся 1807. Сафроній зібрав чимало відомостей про діяльність православних місіонерів у Китаї, описав свою мандрівку від Пекіна до Кяхти (твір неопублікований).
Повернувшись в Московію немічним і хворим, відпущений на спочинок у Московський Новоспаський монастир, де й помер.

## Науковий вклад
Архімандрит Софроній (Грибовський) є автором 12-ти праць з китаєзнавства. Лише три з них були опубліковані після його смерті в наукових збірниках:
- Путешествие Софронія Грибовского от Пекина до Кяхты в 1808 году // Сибирский вестник. — 1821. — Ч. 1, кн. 2. — С. 31-62.
- Известие о Китайском, ныне Манчжурско-Китайском государстве // Чтение Московского общества истории и древностей Востока. — 1861 г. — Т. 1. — С. 23-119.
- Уведомление о начале бытия россиян в Пейцзине и о существовании в оном грекороссийской веры // Материалы для российской духовной миссии в Пекине. — СПб, 1905. — С. 1-45.

Ще на початку ХІХ ст. звіти та деякі твори Софронія (Грибовського) були засекречені спеціальними відомствами Російської імперії як такі, що містили державні таємниці.